# Молуккская мухоловка
Молуккская мухоловка (Ficedula buruensis) — вид птиц из семейства мухоловковых. Выделяют три подвида.

## Распространение
Индонезия, Малайский архипелаг, острова Буру, Серам (остров) и Каи Бесар. Естественной средой обитания являются субтропические или тропические влажные горные леса.

## Описание
Длина тела 11—12 см. Небольшие мухоловки с оранжево-рыжим участком от подклювья до груди. У представителей номинативного подвида корона и лицо тёмно-шиферно-серые (в свежем оперении могут быть слегка коричневатыми).

## Биология
Предполагается, что эти птицы насекомоядны.

## Охранный статус
МСОП присвоил виду охранный статус LC.